# Науковий (зупинний пункт)
Науковий — зупинний пункт Південної залізниці на дільниці Харків — Мерефа, розташований у смт Високий Харківського району Харківської області. Створений у 1910 році. Належить до Харківської дирекції залізничних перевезень Південної залізниці.
Зупинний пункт знаходиться між станцією Покотилівка (3 км) та зупинним пунктом Жовтнева (1 км). До станції Харків-Пасажирський — 13 км, до станції Мерефа — 12 км.
Зупиняються лише потяги приміського сполучення у напрямку Харкова, Мерефи, Лозової, Змієва та Краснограда

## Історія
Зупинний пункт було створено у 1965 році. На цей час лінія Харків — Мерефа вже була електрифікована (1957).
Назва походить від селища Науковий (Наукове містечко), який виник у 1935 році, а в 1964 році увійшов до складу смт Високий.
До кінця 1920-х років через територію зупинного пункту проходив залізничний переїзд та існувала казарми шляхового майстра. Після зміни траси автомобільного шляху Харків — Дніпропетровськ (М28) залізничний переїзд було ліквідовано. Нині поблизу платформи влаштований міст Харківської окружної дороги (ділянка автошляху)
Водночас, за інформацією краєзнавців селища Високий, дерев'яна платформа Науковий була споруджена у 1940 році. Також на атласі залізниць СРСР 1962 року на місці зупинного пункту Науковий було показано «платформу 257 км». Станом на 1990 рік зупинний пункт в розкладі руху іменувався «Науковий»
Нині зупинний пункт приписано до станції Покотилівка.

## Станційні споруди
Зупинний пункт обладнано 2-ма високими платформами (по одній з боку кожної колії). Має павільйон для пасажирів, квиткові каси на приміські електропоїзди.